# Offenheit (Psychologie)
Offenheit für Erfahrungen ist eine faktorenanalytisch ermittelte Persönlichkeitseigenschaft in der Persönlichkeitspsychologie.

## Beschreibung
Das Merkmal Offenheit für Erfahrungen bildet zusammen mit Extraversion, Verträglichkeit, Gewissenhaftigkeit und Neurotizismus die fünf Hauptdimensionen einer Persönlichkeit nach dem Fünf-Faktoren-Modell (Big Five). Offenheit wird als normalverteilt angenommen, sodass die meisten Menschen mittlere Ausprägungen aufweisen und extreme Werte selten sind.
Menschen mit viel Offenheit werden charakterisiert durch Adjektive (lexikalischer Ansatz) wie
- einfallsreich, originell, erfinderisch, phantasievoll
- intellektuell neugierig, offen für neue Ideen
- interessiert an Ästhetischem wie Kunst, Musik und Poesie
- mit Vorliebe für Abwechslung (statt Routine), Neigung zu neuen Aktivitäten, neuen Reisezielen, neuem Essen usw.
- aufmerksam für eigene und fremde Emotionen

Am anderen Ende der Skala (wenig Offenheit) stehen Adjektive wie konservativ, konventionell, routiniert, uninteressiert usw.